# Body Language (Queen)
Body Language is een nummer uit 1982 van de Britse rockband Queen. Het is geschreven door zanger Freddie Mercury, was een hit in veel landen en zelfs een Top 10-hit in onder meer Nederland, Spanje, Zweden en Canada.

## Achtergrond
Het grote succes van Another One Bites The Dust zorgde ervoor dat Queen tijdelijk afstand nam van de glamrockmuziek en begon te experimenteren met disco, funk en soulmuziek. Niet alleen Body Language maar het hele album Hot Space experimenteerde Queen met synthesizers, electronische drums en leunden ze minder op de gitaar. 
De muzikale verandering viel niet overal goed en zorgde ervoor dat de single in het Verenigd Koninkrijk niet hoger kwam dan plaats 25, wat teleurstellend was ten opzichte van eerdere singles.
De videoclip bleek ook controversieel. De overduidelijk seksuele tekst in combinatie met de beelden van zwetende lichamen, zorgde er voor dat de Amerikaanse muziekzender MTV de videoclip weigerde uit te zenden, wat Body Language de eerste videoclip maakte die MTV in de ban deed. Desalniettemin werd het nummer ook in Amerika een hit, al haalde het net niet de Top 10. 

## Gebruik in de media
- In een aflevering van de comedyserie Zeg ns Aaa (De Sportschool, uitgezonden op 10 januari 1984).
- In de videoclip Wasting light van de rockband Foo Fighters waarmee Queen-leden Brian May en Roger Taylor hebben samengewerkt bij live-optredens.

| Body Language in de Single Top 100 - binnen: 1 mei 1982 | Body Language in de Single Top 100 - binnen: 1 mei 1982 | Body Language in de Single Top 100 - binnen: 1 mei 1982 | Body Language in de Single Top 100 - binnen: 1 mei 1982 | Body Language in de Single Top 100 - binnen: 1 mei 1982 | Body Language in de Single Top 100 - binnen: 1 mei 1982 | Body Language in de Single Top 100 - binnen: 1 mei 1982 | Body Language in de Single Top 100 - binnen: 1 mei 1982 | Body Language in de Single Top 100 - binnen: 1 mei 1982 | Body Language in de Single Top 100 - binnen: 1 mei 1982 |
| Week                                                    | 1                                                       | 2                                                       | 3                                                       | 4                                                       | 5                                                       | 6                                                       | 7                                                       | 8                                                       |                                                         |
| ------------------------------------------------------- | ------------------------------------------------------- | ------------------------------------------------------- | ------------------------------------------------------- | ------------------------------------------------------- | ------------------------------------------------------- | ------------------------------------------------------- | ------------------------------------------------------- | ------------------------------------------------------- | ------------------------------------------------------- |
| Nummer                                                  | 35                                                      | 4                                                       | 9                                                       | 4                                                       | 8                                                       | 12                                                      | 23                                                      | 34                                                      | Uit                                                     |